# Campyloneurum poloense
Campyloneurum poloense är en stensöteväxtart som först beskrevs av Eduard Rosenstock, och fick sitt nu gällande namn av B.León. Campyloneurum poloense ingår i släktet Campyloneurum och familjen Polypodiaceae. Inga underarter finns listade.